# 1908 no Brasil
Esta é uma cronologia dos fatos acontecimentos de ano 1908 no Brasil.

## Incumbentes
- Presidente do Brasil - Afonso Pena (15 de novembro de 1906 - 14 de junho de 1909)
- Presidente da Câmara dos Deputados – Carlos Peixoto de Melo Filho (1° de fevereiro de 1907–1909)
- Presidente do Senado Federal – Nilo Peçanha (1906–1909)
- Presidente do Supremo Tribunal Federal – Piza e Almeida (1906–1908)

## Eventos
- 6 de janeiro: Inicia a construção do Forte de Copacabana no Rio de Janeiro.
- 25 de março: É fundado o Clube Atlético Mineiro.
- 7 de abril: A Associação Brasileira de Imprensa (ABI) é fundada por Gustavo de Lacerda, no Rio de Janeiro.
- 20 de maio: O primeiro acidente aéreo registrado no Brasil ocorre com o balão tripulado pelo Tenente Juventino Fernandes da Fonseca.[1][2][3]
- 18 de junho: Os primeiros 781 imigrantes japoneses chegam ao Brasil com o navio Kasato Maru no Porto de Santos.[4][5]
- 26 de julho: É realizada a primeira corrida de automóveis no Brasil no circuito do Parque Antártica, em São Paulo, montado sob a supervisão pessoal do presidente Washington Luís.[6]
- 10 de setembro: O encouraçado Minas Geraes da Marinha do Brasil é lançado em Newcastle upon Tyne, na Grã-Bretanha.[7]
- 15 de novembro: Surgimento da Umbanda por Zélio Fernandino de Moraes.[8]

## Nascimentos
- 18 de janeiro: Humberto Rosa, pintor (m. 1948).
- 27 de junho: Guimarães Rosa, escritor, poeta, novelista, diplomata e médico (m. 1967).
- 15 de outubro: Otávio de Faria, escritor, romancista, ensaísta e jornalista (m. 1980).

## Mortes
- 29 de setembro - Machado de Assis, escritor, dramaturgo e jornalista (n.1839)[8]